# کج‌راهی

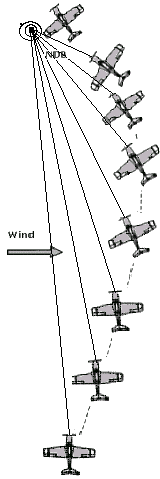
مقصدگرایی (هدایت خودکار هواپیما به سمت منبع امواج الکترومغناطیسی) که برای جبران کج‌راهی ایجادشده بر اثر باد انجام می‌شود.

رانده شدن جانبی یک شناور یا هواگرد از مسیر خود در اثر باد یا جریان آب را کج‌راهی (به انگلیسی: leeway) می‌گویند.
اگر راندگی drift شناور بر اثر باد یا جریان آب یا هر دو، به سوی بادپناه باشد به این گونه از کج‌راهی، پناه‌رَوی می‌گویند.
سکاندار یا خلبان باید جهت شناور یا هواگرد را مرتباً تنظیم کند تا اثر کج‌راهی خنثی شده و شناور یا هواگرد در مسیر تعیین‌شده بماند. وسایل نقلیه بزرگ‌تر که سطح بزرگ‌تری دارند با کج‌راهی بیشتری بر اثر باد و جریان آب روبه‌رو می‌شوند تا وسایل نقلیه کوچک‌تر.
به سُریدن خطی شناور به پهلو بر روی شیب موج‌های بلند پهلوسُری swaying گفته می‌شود.

## عوامل دخیل در محاسبات کج‌راهی
دینامیک ناشی از باد روی بدنه شناور به سه دسته تقسیم می‌شوند که عبارتند از: نیروی استاتیکی طولی باد، نیروی استاتیکی عرضی باد و گشتاور استاتیکی حول محور قائم ناشی از باد. در محاسبات فرض می‌شود که تعداد حالاتی که وزش بادها، به صورت وزش جبهه تندباد و توفان باشند، قابل صرفنظر کردن هستند، و لیکن برای اطمینان بیشتر ضرایبی برای این دو حالت در نظر گرفته می‌شود. نیروهای فوق با داشتن متغیرهایی از قبیل چگالی جرمی هوا، سرعت وزش باد، سطح بادخور شناور در جهت عرضی و طولی، ضریب هیدرودینامیکی نیروی باد در جهت طولی و عرضی، تابع شکلی نیروی طولی و زاویه برخورد باد محاسبه می‌شوند. هر یک از این نیروها نسبت به تغییر سطح و جهت وزش باد رفتار متفاوتی از خود نشان می‌دهند.